# Kei Akagi
Kei Akagi (japanisch ケイ赤城; * 16. März 1953 in Sendai) ist ein aus Japan stammender und in den Vereinigten Staaten lebender Jazz-Musiker (Piano und Keyboards) sowie Hochschullehrer.

## Biographie
In Japan geboren, verbrachte Kei Akagi seine Kindheit in Cleveland, Ohio und hatte dort Musikunterricht. Seine Familie kehrte dann in seiner Jugendzeit nach Japan zurück und er studierte Philosophie und Musik in Tokio. Nach Abschluss seiner Studien zog er mit 22 Jahren wieder in die Vereinigten Staaten zurück, zunächst als Philosophie-Student an die University of California in Santa Barbara. Akagi verwarf jedoch mit 25 Jahren eine akademische Karriere und arbeitete fortan als professioneller Musiker. Als gefragter Sideman wurde er insbesondere durch seine Zusammenarbeit mit der Band von Airto Moreira und Flora Purim von 1979 bis 1985 bekannt; außerdem spielte er in den 1970er Jahren mit Blue Mitchell, Art Pepper und Eddie Harris. In den 1980er Jahren mit Joe Farrell, Allan Holdsworth, Jean-Luc Ponty, James Newton und Al Di Meola. Akagi spielte 1989–91 in der Miles Davis Band; von 1991 bis 2000 arbeitete er mit Stanley Turrentine, 1994/95 mit Sadao Watanabe.
Kei Akagi ist in der kalifornischen Jazzszene aktiv und ist Chancellor Professor für Musik an der University of California in Irvine (UCI).

## Diskographische Hinweise
- Playroom (1991)
- Mirror Puzzle (1994)
- New Smiles & Travelled Miles (2000)